# プリンス・チャーミング (ディズニーキャラクター)
プリンス・チャーミング（Prince Charming）は、ディズニーアニメ『シンデレラ』と、その関連作品に登場する架空の人物。

## プロフィール
- 黒髪、碧眼の温厚な性格。一人称は「僕」。
- 父親は存命だが、母親は既に亡くなっている。(ウェディング絵本では、彼女の自画像が登場。)
- 服装は、ワイシャツの上にクリーム色の上着に赤いズボン、黒い革靴を履いている[1]。ちなみに普段着は第三作で初登場となり、クリーム色のシャツに、茶色いベスト、黄土色のズボン、茶色のブーツをはいている。

## 演者

### 英語
- ウィリアム・ピップス（「シンデレラ」、台詞）
- マイク・ダグラス（「シンデレラ」、歌唱）
- クリストファー・ダニエル・バーンズ（「シンデレラII」）
- クリストファー・ダニエル・バーンズ（「シンデレラIII 戻された時計の針」）
- クリス・パイン（イントゥ・ザ・ウッズ）
- リチャード・マッデン（2015年版）

### 日本語
- 風雅なおと（オリジナル版「シンデレラ」） →堀内賢雄（「シンデレラII」、「シンデレラIII 戻された時計の針」）
- 城田優（2015年版）

## 出演シーン

### アニメ
- 第一作では老い先短いことを苦に結婚を急かす父王の提案で舞踏会に出席するものの、すっかり退屈してしまい人前にもかかわらず小さく欠伸を洩らす。しかし、挨拶回り中に遅れて現れたシンデレラに一目惚れし、一緒にダンスを踊る。この時、庭園と噴水のところに案内した。またシンデレラとの結婚式のときも、エスコートした。
- 第二作第1話ではハネムーンから帰宅した直後に父親の命令で会議に緊急出席する羽目[2]となった。帰宅後、晩餐会にも出席した。

第2話では、春の祭典に妻と一緒に参加した。
第3話では彼女と踊っている。
- 第三作では妻との結婚記念日から数日後にトレメイン夫人が手にした魔法の杖によって、時間を巻き戻され、舞踏会の記憶を変えられてしまうが、ネズミたちのおかげで、正気をとり戻す。ラストシーンで本性を露わにしたトレメイン夫人に追い詰められたシンデレラの窮地を前に、剣を抜いて立ち向かい、放たれた魔法を跳ね返す事で、トレメイン夫人を打ち倒した。

事件解決後、再びシンデレラとキスをした。

### 実写映画
イントゥ・ザ・ウッズ
舞踏会の最終日に階段にタールを塗り、靴を手に入れる。その後その靴を使ってシンデレラを探し、結婚している。
2015年版
シンデレラと舞踏会で出会う前に一度会っている。ここでは原話に伴い「キット王子」となっている。
舞踏会の夜、二人で抜け出して秘密の庭に案内し、エラを思い出のブランコに乗せて遊んであげた。このときガラスの靴が脱げるが、拾ってはかせてあげた他、エラが忘れていった靴を拾い、自ら兵士になりすまして探し回るなど行動的な場面が多い。帰る間際に何処からか微かに聞こえてきた歌声から彼女の居場所を特定して駆けつけ、靴を履かせた。
結婚式のとき彼女とキスをした。衣装はエラ同様アニメ映画とデザインおよび構図が異なっている。